# Paveisiejų kaimo apylinkės
Paveisiejų kaimo apylinkės este o arie protejată (sit de importanță comunitară — SCI) din Lituania întinsă pe o suprafață de 11,5 ha, integral pe uscat.

## Localizare
Centrul sitului Paveisiejų kaimo apylinkės este situat la coordonatele 54°06′06″N 23°35′34″E / 54.1017°N 23.5929°E.

## Înființare
Situl Paveisiejų kaimo apylinkės a fost declarat sit de importanță comunitară în februarie 2014 pentru a proteja 1 specie de animale.

## Biodiversitate
Situată în ecoregiunea boreală, aria protejată nu include niciun habitat protejat.
La baza desemnării sitului se află o specie protejată de  reptile: țestoasa de baltă (Emys orbicularis).